# Pathobiology
Pathobiology is een internationaal, aan collegiale toetsing onderworpen wetenschappelijk tijdschrift op het gebied van de celbiologie en de pathologie. Het wordt uitgegeven door S. Karger AG en verschijnt 6 keer per jaar.
Het tijdschrift is opgericht in 1938 onder de naam Schweizerische Zeitschrift für allgemeine Pathologie und Bakteriologie. Tussen 1960 en 1975 verscheen het als Pathologia et Microbiologia, en van 1976 tot 1989 als Experimental Cell Biology.
De inhoud van het tijdschrift is vanaf 1 jaar na publicatie vrij toegankelijk.